# کلان لات
کلان لات، روستایی است از توابع بخش کوهستان شهرستان تنکابن در استان مازندران ایران در بین روستاهای سلجانبار و مران قرار دارد.

## جمعیت
این روستا در دهستان میاندامان قرار دارد و براساس سرشماری مرکز آمار ایران در سال ۱۳۹۵، جمعیت آن ۵۳ نفر (۲۰ خانوار) بوده‌است.